# A Man, A Band, A Symbol
A Man, A Band, A Symbol este o compilație-tribut alcătuită din piese care aparțin lui Burzum. Acest tribut muzical este realizat de către diverse formații din Italia. Toate piesele sunt versiuni "cover" ale pieselor originale.
S-au produs doar 500 de copii, fiecare dintre ele fiind numerotată manual.

## Lista pieselor
1. Tenta - "Feeble Screams From Forests Unknown" (07:43)
2. Malvento - "Spell Of Destruction"[1] (04:58)
3. Waffen SS - "War" (02:32)
4. Profezia - "The Crying Orc" (01:08)
5. Masche - "My Journey To The Stars" (06:50)
6. A Forest - "Stemmen Fra Târnet" (05:54)
7. Gosforth - "Lost Wisdom" (04:13)
8. Pagan Warrior 88 - "Nâr Himmelen Klarner" (04:23)
9. Ancient Supremacy - "Snu Mikrokosmos Tegn" (09:22)
10. Noctifer - "Inn I Slottet Fra Drømmen" (07:14)
11. Imago Mortis - "Et Hvitt Lys Over Skogen" (09:07)
12. Oraculum - "Dunkelheit" (04:23)
13. Sinfonica Notte - "Die Liebe Nerþus'" (01:46)